# Šelešovice
Šelešovice es una localidad del distrito de Kroměříž en la región de Zlín, República Checa, con una población estimada a principio del año 2018 de 321 habitantes. 
Se encuentra ubicada al noroeste de la región, en la zona más occidental de los montes Cárpatos, al este de Praga, cerca de la orilla del río Morava —un afluente izquierdo del Danubio— y de la frontera con las regiones de Moravia Meridional y Olomouc.